# Dilar sinicus
Dilar sinicus là một loài côn trùng trong họ Dilaridae thuộc bộ Neuroptera. Loài này được Nakahara miêu tả năm 1957.